# Aipysurus fuscus
Aipysurus fuscus е вид влечуго от семейство Elapidae. Видът е застрашен от изчезване.

## Разпространение
Разпространен е в Австралия и Източен Тимор.

## Описание
Популацията на вида е намаляваща.